# Gena Dimitrowa

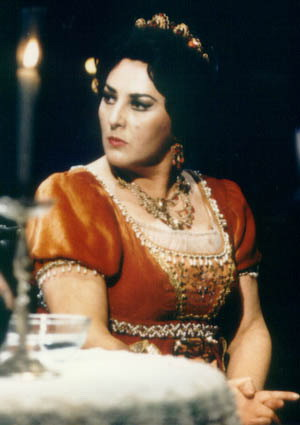
Gena Dimitrowa

Gena Dimitrowa, auch Ghena Dimitrova, bulgarisch Гена Димитрова (* 6. Mai 1941 in Beglesch nahe Plewen, Bulgarien; † 11. Juni 2005 in Mailand, Italien) war eine bulgarische Opernsängerin (Sopran).

## Leben
Sie erhielt ihre Gesangsausbildung in Sofia und debütierte dort 1965 an der Oper. In der Folgezeit trat sie an allen großen Opernhäusern der Welt auf. Bei den Salzburger Festspielen sang sie 1984/85 die Lady Macbeth in Giuseppe Verdis Macbeth.
Die Durchsetzungskraft ihrer Stimme kam besonders in der Titelrolle von Giacomo Puccinis Turandot zur Geltung, mit der sie 1987 erfolgreich an der Metropolitan Opera in New York debütierte. Ghena Dimitrova galt als eine der führenden dramatischen Sopranistinnen.
Seit 2017 trägt der Dimitrova Peak ihren Namen, ein Berg auf der Alexander-I.-Insel in der Antarktis.